# Conjunto episcopal del patriarca Calixto
El conjunto episcopal del patriarca Calixto (en italiano: complesso episcopale del patriarca Callisto) es uno de los elementos protegidos en 2011 por la Unesco como Patrimonio de la Humanidad integrante del grupo de siete bienes inscritos como Centros de poder de los longobardos en Italia (568-774 d. C.) (ref. 1318-001) Se encuentra en Cividale del Friuli (Udine) y constituye el principal conjunto religioso de la capital del importante ducado de Friuli.

## Historia
El conjunto fue edificado en tiempos del patriarca Calixto, que en el 737 había trasladado la sede episcopal de Cormons a Cividale, y comprendía la basílica, el baptisterio de San Juan Bautista y el Palacio patriarcal. 
Las excavaciones arqueológicas han restituido solo unos pocos restos de las obras arquitectónicas, pero han permitido recuperar algunos de los objetos más refinados de la escultura lombarda, como el Baptisterio de Cividale y el altar del duque Rachis.
Los restos del baptisterio fueron sacados a la luz a principios del siglo XX, bajo la actual catedral renacentista, mientras que los restos del palacio se encuentran junto al palladiano Palacio dei Provveditori veneti, hoy sede del Museo arqueológico nacional.